# Ramón Cabanillas Enríquez
Ramón Cabanillas Enríquez (Fefiñáns, Cambados, Pontevedra, 3 de Junho de 1876- Cambados, 9 de Novembro de 1959) foi um escritor  galego, de pensamento nacionalista.

## Biografia
Depois de abandonar a carreira eclesiástica em Santiago de Compostela, regressou a Cambados, onde trabalhou como funcionário do concelho. Incansável leitor, foi um autor monolíngue, de grande projecção pública, que teve um papel determinante na superação dos moldes do Primeiro Renacemento apesar de começar a publicar já com idade avançada.
Com trinta e quatro anos emigrou para Cuba, onde residiu entre 1910 e 1915 e onde conheceu a Basilio Álvarez, que o ganhou para a causa agrarista. Em Havana publicou os seus primeiros livros, No desterro (1913) e Vento mareiro (1915).
De volta à Galiza, trabalhou em vários concelhos e conheceu a luta agrarista. O compromisso com o projecto das Irmandades da Fala levou-o a colaborar assiduamente n´A nosa terra, convertendo-se na voz lírica do movimento.
Inicialmente próximo a posturas tradicionalistas, compartiu as teses de Vicente Risco, cujo projecto estético e cultural influiria na sua produção posterior. Foi aclamado como Poeta da Raça e utilizou os seus poemas ao serviço da construção nacional, abandonando os ecos intimistas presentes na sua primeira poesia. Assim, em Da terra asoballada (1926) e nas novas edições dos poemas publicados em Havana, Cabanillas manteve uma atitude educadora. Pretendeu consciencializar o povo e mostrar-lhe a via do nacionalismo. Com estes mesmos objectivos redigiu, a instâncias de Antón Vilar Ponte, a peça dramática A man de Santiña (1921) e em colaboração com aquele autor comporia em 1926 a tragédia histórica O mariscal.
Também em 1921 viu a luz o livro de poemas Na noite estrelecida, onde seguiu as teorizações de Risco, re-elaborando mitos do ciclo artúrico que funcionaram como símbolos produtivos. Porém, recuperou o lirismo intimista em 1927 no livro amoroso A rosa de cen follas.
Em 1920 foi eleito membro da Real Academia Galega, onde leu um discurso intitulado "A saudade nos poetas galegos". Em 1929 faria o mesmo na Real Academia Espanhola com um ensaio sobre Eduardo Pondal. Instalado em Madrid desde a sua incorporação a esta instituição, o poeta atravessou um longo período de silêncio que romperia a finais da década de 1940 com Caminhos no tempo. Começou então uma nova etapa em que virão a luz Antífona da Cantiga (1951), Da minha zanfona (1954), Versos de alheas terras e tempos idos (1954) e Samos (1958), o seu último livro publicado em vida.
Também se encontra colaboração da sua autoria na revista Atlântida (1915-1920).
Autor de rápido reconhecimento popular e académico, Cabanillas conduziu a poesia galega à modernidade e a sua obra foi considerada desde os primeiros momentos dentro do cânone da literatura galega, apesar de se apresentar tão diversificada que torna difícil a adscrição do escritor a uma corrente ou geração.

## Obras
- No desterro (1913) (poesia)
- Vento Mareiro (1915) (poesia)
- Da Terra asoballada (1917) (poesia)
- A saudade nos poetas galegos (1920) (ensaio; discurso de ingresso na Real Academia Galega)
- A man de Santiña (1921) (teatro)
- O cabaleiro do Sant Grial (1922) (poesia)
- Estoria do bendito San Amaro que foi chamado no mundo o Cabaleiro de Arentéi (1925) (poesia)
- Na noite estrelecida (1926) (poesia)
- O Mariscal (1926) (teatro)
- A rosa de cen follas (1927) (poesia)
- Camiños no tempo (1949) (poesia)
- Antífona da cantiga (1950) (poesia; antologia)
- Da miña zanfona (1954) (poesia)
- Versos de alleas terras e tempos idos (1955)
- Samos (1958) (poesia)
- Poesía galega completa (2009) (poesia)